# カームヤネツィ＝ポジーリシクィイ
カームヤネツィ＝ポジーリシクィイ （ウクライナ語: Ка́м’янець-Поді́льський  発音）は、ウクライナ南西部、フメリニツキー州の都市。ポーランド語名ではカミェニェツ＝ポドルスキ（Kamieniec Podolski）、ロシア語名ではカーメネツ＝ポドーリスキイ（Ка́менец-Подо́льский）と呼ばれる。スモトリチ川沿いにある。かつてはカームヤネツィ＝ポジーリシクィイ州の州都であったが、1941年に州都がフメリニツキーに移動して以後、フメリニツキー州に属するカームヤネツィ＝ポジーリシクィイ地区の行政中心である。市そのものは、州内の分離した地区として設計された。

歴史的な紋章

## 地理
カームヤネツィ＝ポジーリシクィイはフメリニツキー州の南部にあり、ウクライナ西部ポジーリャ地方にある。スモトリチ川はドニエストル川の支流で、市内を通過する。市面積は27.84平方キロメートルである。市は州都フメリニツキーからおよそ離れている。

## 歴史
現在のカームヤネツィ＝ポジーリシクィイに相当する集落が初めて文献に登場したのは、キエフ・ルーシの集落として記載された1062年であるとされる。1241年、この一帯はモンゴルのルーシ侵攻で破壊された。

### ポーランド時代（1352年-1793年）
1352年、ポーランド王カジミェシュ大王によってポーランドへ併合された。以後の440年以上はポーランド時代となった。その後ポーランド・リトアニア連合のもとポーランド王国の貴族とリトアニア大公国の貴族の間でこの地の所有権が頻繁に売買された。
1430年にこの地はポーランド王国の領地として最終的に決定された。古い城は再建・拡張され、1432年にこの地は新たに設置されたポドレ県の県都「カミェニェツ＝ポドルスキ」と命名されて要塞都市化し、マクデブルク法が適用され、文民・軍両方の行政中心地となり、商人の経済活動が保護・保障され、急速に発展した。ジグムント2世アウグスト王はカミェニェツ＝ポドルスキ市住民の賦役を免除し、もっぱら牛の取引市場の運営に携わることを許可した。その結果として、（ポーランド・リトアニア連合およびポーランド・リトアニア共和国から見て）オスマン帝国やクリミア・タタールの侵攻が予想される南西部を防衛するため、歴代のポーランド王たちが城を拡張することになった。17世紀前半にカミェニェツ＝ポドルスキ市の人口は3000人から1万人に増加した。市には400人近くの職人たちによる16ものギルドが形成された。毎年3つの盛大な市が開催され大いに賑わった。この時代には川沿いに要塞の防衛線が延長され、何度もあったオスマン帝国軍の攻撃を全て跳ね返し、ポーランドの東部辺境地帯において無敵の防御力を誇った。1617年には新しい城が少し離れたところに建設されたが、この城はオスマン帝国の攻撃に耐えられなかった。
ウクライナ・コサックの首領（ヘーチマン）ボフダン・フメリニツキーが起こしたフメリニツキーの乱（1648年-1658年）の最中、ユダヤ人共同体はコサック軍から多大な被害を受け、もう一方ではクリミア・タタール人から攻撃を受けた（彼らの主な目的は身代金の強奪にあった）。しかし反乱軍にはカミェニェツ＝ポドルスキ攻撃に成功するほどの能力はなく、数度攻撃を試みたのち諦めて市の要塞線には近づかなくなった。フメリニツキーはロシア・ツァーリ国軍を連れて1655年にも市への攻撃を計画、3週間の間に9度の突撃を試みたものの全て跳ね返された。ところが1672年、オスマン帝国が10万とも30万とも言われる大軍となって市を攻撃、フランス製の大量の火器を用いて陥落に成功した。ポーランド軍司令官は撤退の際に市の火薬庫を爆破、この轟音はあまりに大きいため共和国全土に響いたという伝説まで生まれた。
1672年のブチャチ条約の後、カミェニェツ＝ポドルスキは事実上オスマン帝国の一部となり、一地方ポジーリャの首都とされた。ポーランド＝リトアニア共和国に対するトルコの脅威へ向け反撃しようと、ヤン3世ソビエスキは近郊のオコプィ・シフィェンテイ・トゥルイツィ（聖なる三位一体の塹壕）に要塞を築いた。1699年、カルロヴィッツ条約に従い、カミェニェツ＝ポドルスキはアウグスト2世治下のポーランドへ返還された。要塞は継続して拡張され、ポーランド・リトアニア共和国内最強の要塞とみなされた。要塞の保存された廃墟には、多様な包囲戦から敵に打ち込まれた鉄の砲丸が今も残っている。
18世紀に入るとポーランド・リトアニア共和国は急速に衰退したものの、最後のポーランド王・リトアニア大公となったスタニスワフ・アウグスト・ポニャトフスキは、オランダからポーランドへ帰化した建築家でポーランド王国陸軍中将のヤン・ヴィッテに命じてカミェニェツ＝ポドルスキの要塞の全面整備を行った。

#### フランク派

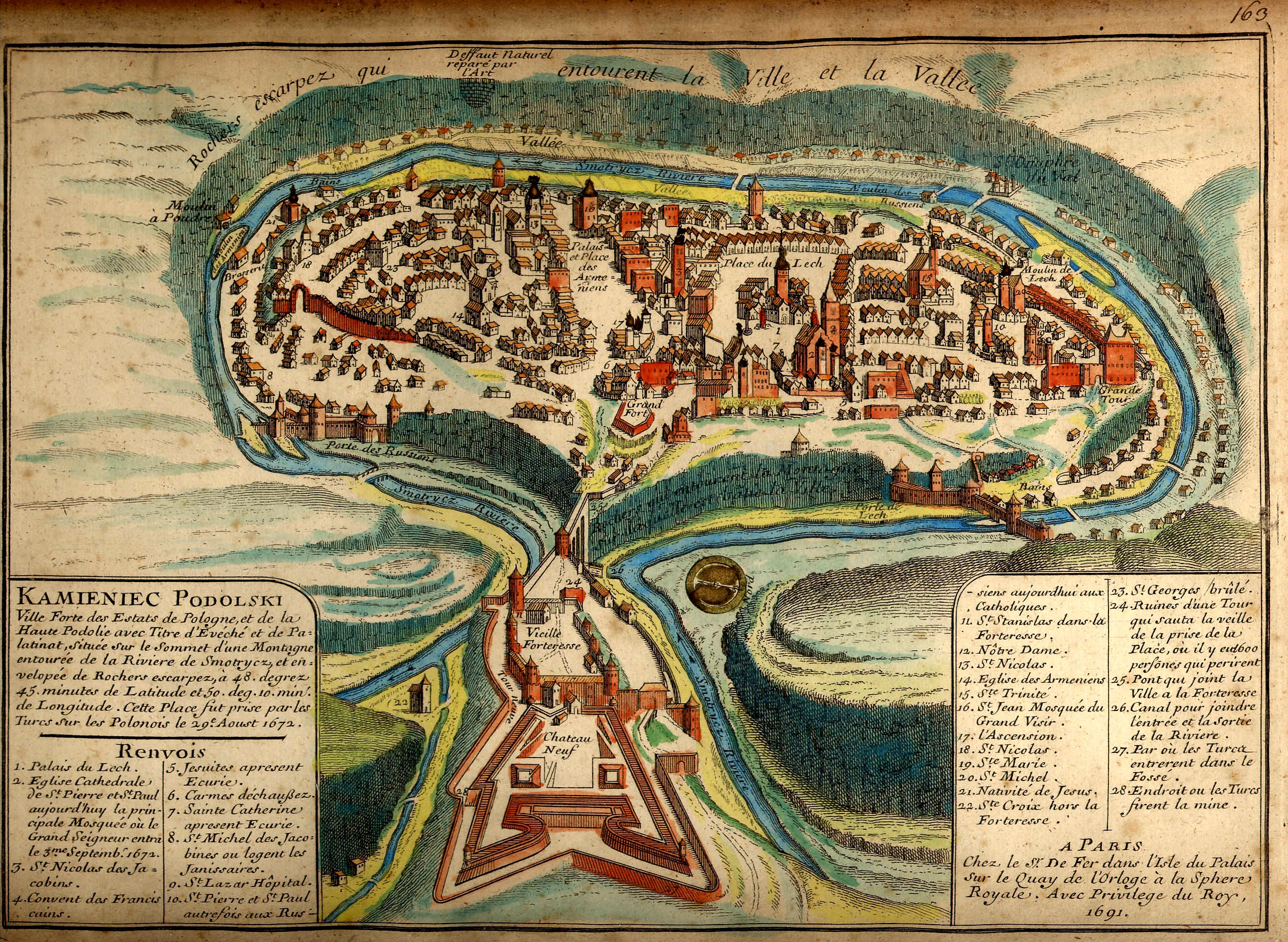
1691年のフランス語による地図。カームヤネツィ＝ポジーリシクィイの旧市街、近郊自治体、城が曲がりくねったスモトリチ川によって囲まれている

18世紀の半ば頃、カミェニェツ＝ポドルスキのユダヤ人は、ユダヤ人・ユダヤ教の有史以来の主流であるタルムード派（ラビ的ユダヤ教、敵対者は「閉鎖的なユダヤ教派閥」と攻撃した）と対立するヤコブ・フランク派（シャブタイ・ツヴィ、シャブタイ派の流れを汲むユダヤ教神秘主義派）の2派の対立の中心地となった。フランク派はタルムードでなくやはりユダヤ教において重要なラビ文学であるカバラ（タルムード、付随文学にも登場する。反ユダヤ的キリスト教徒は「ゾーハルは三位一体と合致する思想が書かれている」と主張）を信奉し、多数派のラビたちと対立した。フランク派はそれを市のキリスト教徒のデンボフスキ司教に伝え、彼らの要請で司教はフランク派とタルムード派（実際上の有史以来の主流・多数派ユダヤ教）との公開討論会を開催した。ラビたちはタルムードの教えが解釈によってはキリスト教会の権威を否定する内容であることを知っており、討論会の席ではフランク派からの追及に明確に答えることができず、惨敗となってしまった。反ユダヤ主義者のキリスト教司教はヤコブ・フランク派のユダヤ人の勝利を宣言、ユダヤ人（主流派、タルムード派）に対しフランク派へ賠償金を支払うことと、彼の教区にあるタルムードを全て焼却処分することの2つを命じた。この焚書は1757年に行われた。司教の死後フランク派は実質上異端とされタルムード派に排斥されることとなったが、当時のポーランド王アウグスト3世は勅令を出し、主流派からフランク派を保護した（有史以来の神秘主義、ハシディズム、シャブタイ派、デンメなども参照）。

### ロシア帝国・ソビエト連邦時代（1793年-1991年）
1793年の第二次ポーランド分割から、市はロシア帝国に属することとなり、カミェニェツ＝ポドルスキは発音がロシア語のカーメネツ＝ポドーリスキイとなり、ポドーリエ県の県都とされた。ツァーリ、ピョートル1世は2度カーメネツ要塞を訪問し、その防衛施設に感銘を受けた。塔の一つはウスティム・カルマリューク（en）の独房とされた（カルマリュークは19世紀初頭に起きた農民反乱の指導者であった）。カルマリュークはカーメネツ要塞から3度逃亡を図った。
カーメネツは裕福なヨゼフ・ギュンツブルクの住宅もあった。19世紀半ば以後、多くのユダヤ人たちがカーメネツからアメリカ合衆国へと移住した。特に彼らはニューヨークへ移り、幾つかのソサイエティーを組織した。
1915年、市はオーストリア＝ハンガリー帝国に占領された。1917年のロシア革命で、市は事実上幾つかの短期に終わったウクライナ国家の中に併合された。ウクライナ人民共和国、ウクライナ国、ドィレクトーリヤ、最終的にウクライナ社会主義ソビエト共和国に含まれた。ポーランド・ソビエト戦争の間、カーメネツはポーランド軍に占領されたが、後に1921年のポーランド・ソビエト・リガ平和条約においてボリシェヴィキ側へ割譲された。このことで、一帯が70年もの間ソビエト・ウクライナの一部となる運命を決定づけられた。
ポーランド人とウクライナ人は常に市の人口の多くを占めてきた。しかし、貿易の中心地として、カーメネツは多民族社会かつ、相当な人数の少数派ユダヤ人とアルメニア人のいる多宗教社会であった。ソビエト連邦時代、厳しい迫害がなされ、ポーランド人の大半がシベリアへ追放された（en）。ソビエト支配初期には、カームヤネツィ＝ポジーリシクィイはウクライナ・ソビエト社会主義共和国のカームヤネツィ＝ポジーリシクィイ州の州都であった。しかし、行政の中心はのちにプロスクリウ（現在のフメリニツキー）へ移った。
1927年、モヒリーウ＝ポジーリシクィイ、カームヤネツィ＝ポジーリシクィイ、ティラスポリといった南部ウクライナで、ソビエト体制側に対する農民と工場労働者の強固な反乱が起こった。モスクワから軍がこの地域に派遣され、社会不穏な動きを抑圧、およそ4,000人の死者を出した。アメリカ合衆国によれば、反乱側は謀反についての報告を送った。これは当時完全にクレムリンの公式報道機関によって打ち消された。
最初の、そして最大の大量虐殺事件の一つが、1941年8月27日から28日にかけ、市の近郊で起こった。この2日間で、23,600人のユダヤ人が殺害された。その多くは14,000人から16,000人といわれるハンガリー系ユダヤ人、そして地元のポーランド系ユダヤ人であった。ホロコーストの調査が指摘するところによると、カームヤネツィ＝ポジーリシクィイの虐殺はナチスの『最終的解決』としての最初の行動であり、その犠牲者の数は5つの形態がある。目撃者は、殺害者たちは地元住民からその殺意と殺害実行を隠そうとしなかったと証言している。

### 独立ウクライナ時代（1991年-）
1991年、ウクライナのソビエト連邦からの独立により、カームヤネツィ＝ポジーリシクィイはウクライナ領となった。

## 文化

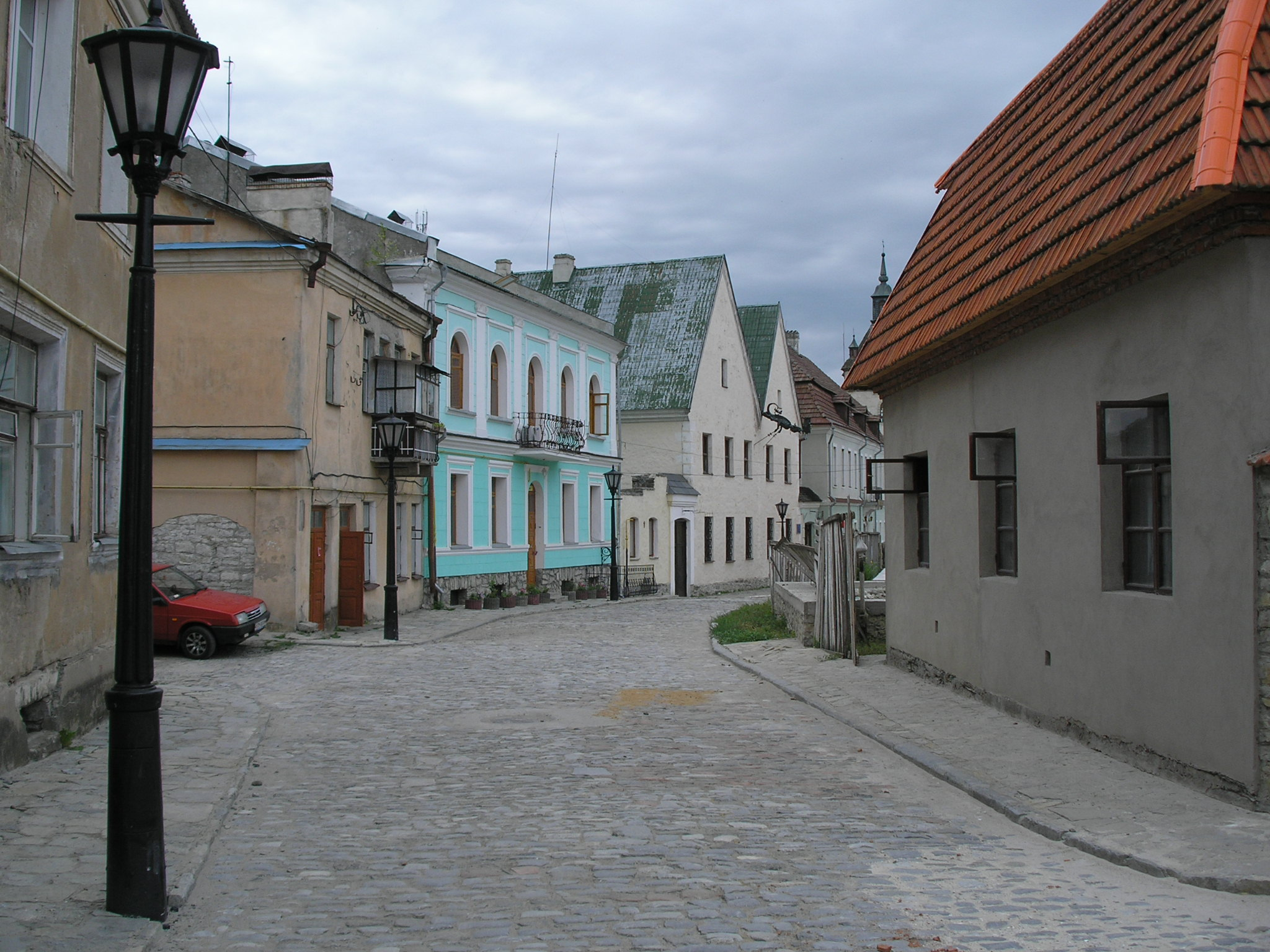
旧市街の由緒ある通り

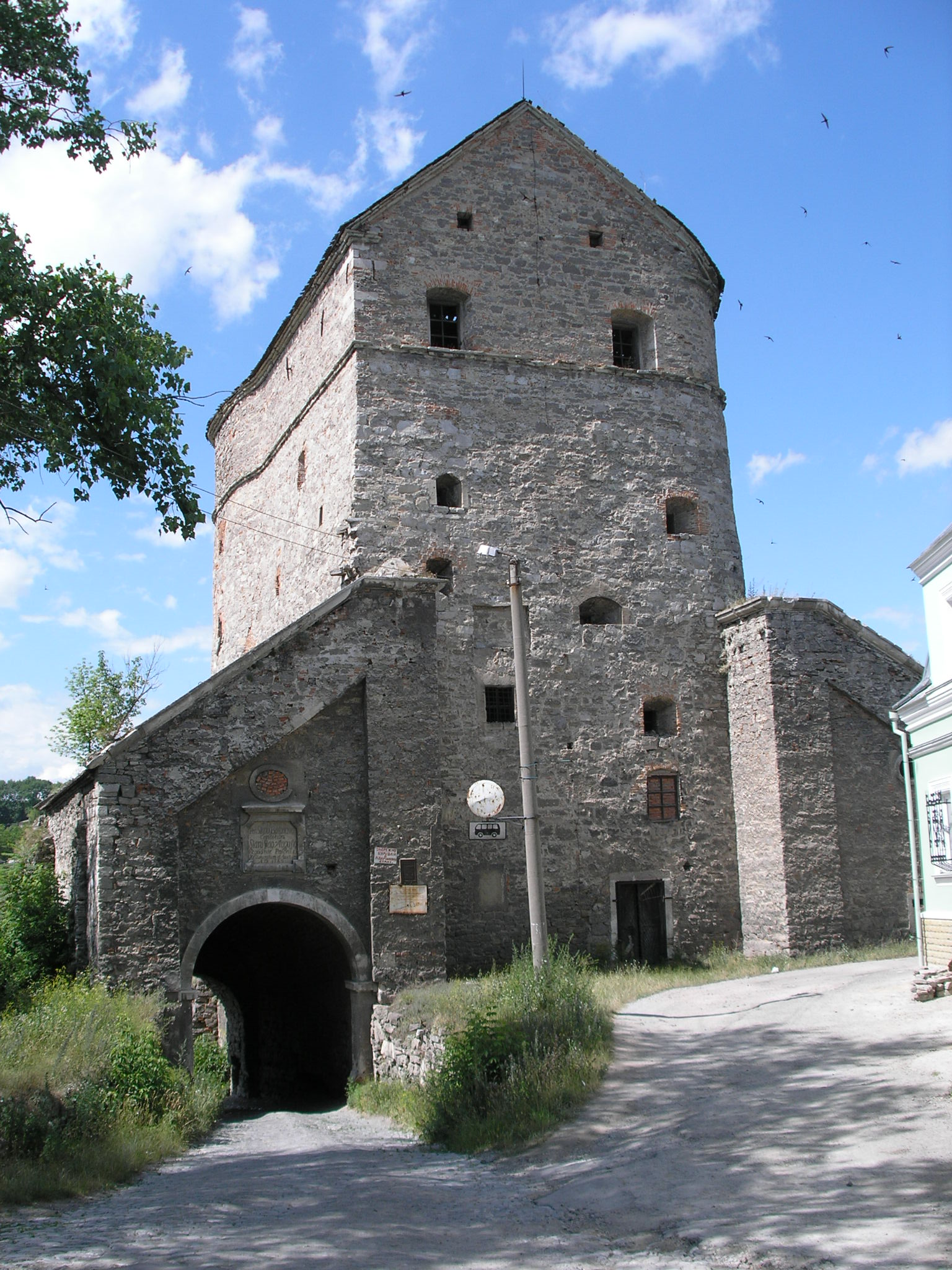
旧防衛複合施設の名残である、ステファン・バートリ門

### 見どころ
異なる民族、異なる文化が混在してきたことから、カームヤネツィ＝ポジーリシクィイは市内に独特の文化と建築物を持つ。これらの例として、市にはポーランド人、ルーシ人、アルメニア人の市場があったという事実が含まれる。カームヤネツィ＝ポジーリシクィイにおける有名な観光地には、古城、旧市街にある聖ペテロ・聖パウロ大聖堂、市庁舎、要塞・防衛施設といった建築物がある。
スモトリチ川の渓谷での気球のイベントも、市内へ観光客を引き寄せている。1990年代後半から、市は西ウクライナの観光中心地として成長してきた。毎年開催されるコサック・ゲームズ（Kozatski zabavy）、そしてウクライナの気球選手権のオープンが含まれるフェスティヴァル、カーレース、多様な音楽・芸術・演劇活動で、概算して14万人もの観光客が訪れ、地元経済を活気づけている。6箇所以上ある私設ホテルが最近建設された。

### 著名な出身者
- ダヴィト・ギンヅブルク
- レオニード・スタイン　-　ソビエト連邦時代のチェスのグランドマスター
- セルゲイ・コミットスキー - ベラルーシ国籍のプロボクサー
- マリア・ベルリンスカ - ウクライナの軍事活動家

## 分類学的名称
一部の歴史家らは、カームヤネツィ＝ポジーリシクィイが、ウクライナの一部と同様、現在のルーマニアとモルドバに住んでいたダキア人によって建設されたと主張する。歴史家らは、建設者たちが定住地をペトリダヴァ（Petridava）またはクレピダヴァ（Klepidava）と名付けたと言う。これは、ギリシャ語のペトラ（Petra）かラテン語のラピス（Lapis）から発生している。ラピスとは石を意味し、ダキア語のダヴァは市を意味する。
市の二部分からなる名前の最初の部分、カームヤネツィは、カーミニ（ камiнь ）に由来している。これは古東スラヴ語において石を意味する。第二部分の名ポジーリシクィイは、歴史的な地方名「ポジーリャの」という意味である。カームヤネツィ＝ポジーリシクィイは歴史的に首都とみなされてきたのである。
市名は、各国の言語で似たように書かれ発音される。ポーランド語: Kamieniec Podolski、ロシア語: Каменец-Подольский (ラテン文字表記の例:Kamenets-Podolsky)、ルーマニア語: Cameniţa、トルコ語: Kamaniçe、ラテン語: Camenecium、イディッシュ語: קאַמענעץ/Kamenetsである。

## 姉妹都市
- Targówek、クラクフ、グウォグフ、プシェムィシル、カリシュ、サノク、グニェフ、ザヴィエルチェ、ポーランド
- エチミアジン、アルメニア
- 蘇州市、中国
- ウクメルゲ、リトアニア
- ポラツク、ベラルーシ
- エディネツ、モルドバ
- ザラウ、ルーマニア
- ドルニー・クビーン、チェコ
- ポンテ・ランブロ、イタリア
- ミチュリンスク、ロシア

## 参照
1. ↑  ラテン文字表記の例: Kamianets-Podilskyi (官方)または Kam’yanets’ Podil’s’kyi 。
2. 1 2  “Geography” (Ukrainian). kp.rel.com.ua. 2007年10月25日閲覧。
3. 1 2 3  “History” (Ukrainian). kp.rel.com.ua. 2007年10月25日閲覧。
4. 1 2 3  JewishEncyclopedia.com - KAMENETZ-PODOLSK:
5. ↑  Disorder in the Ukraine?, TIME Magazine, December 12, 1927
6. ↑  http://www.jewishgen.org/yizkor/maramures/mar093.html accessed 6 Jan 08
7. 1 2  “The Museum City” (English/Ukrainian). Kamianets-Podilskyi.   Art. 2007年10月26日閲覧。
8. ↑  “Perła Podola” (Polish). niedziela.pl. 2007年10月26日閲覧。

- Olha Plamenytska, ed (2003) (Ukrainian). Tourist guide Kamianets-Podilskyi. Lviv: Tsentr Yevropy. ISBN 966-7022-46-3